# Teba
Teba település Spanyolországban, Málaga tartományban. Teba Almargen, Los Corrales, Campillos, Ardales és Cañete la Real községekkel határos. Lakosainak száma 3702 fő (2024).

## Népesség
A település népessége az elmúlt években az alábbi módon változott:
| Lakosok száma | 4385 | 4315 | 4253 | 4201 | 4128 | 4001 | 3847 | 3760 | 3729 | 3702 |
|               | 2001 | 2004 | 2007 | 2009 | 2012 | 2014 | 2017 | 2019 | 2022 | 2024 |